# Liolaemus melaniceps
Espèce
Statut de conservation UICN

 LC  : Préoccupation mineure
Liolaemus melaniceps est une espèce de sauriens de la famille des Liolaemidae.

## Répartition
Cette espèce est endémique du Chili.

## Publication originale
- Pincheira-Donoso & Nunez, 2005 : The Chilean species of the genus Liolaemus Wiegmann, 1834 (Iguania, Tropiduridae, Liolaeminae). Taxonomy, systematics and evolution. Museo Nacional de Historia Natural, Santiago de Chile, Publicaciones Ocasionales, no 59, p. 360.